# Марлене Калер
Марлене Калер (нім. Marlene Kahler, 15 травня 2001) — австрійська плавчиня. Учасниця Чемпіонату світу з водних видів спорту 2019, де в попередніх запливах на дистанції 200 метрів вільним стилем посіла 24-те місце і не потрапила до півфіналу.